# Trimalaconothrus reticulatus
Trimalaconothrus reticulatus är en kvalsterart som beskrevs av Balogh 1958. Trimalaconothrus reticulatus ingår i släktet Trimalaconothrus och familjen Malaconothridae. Inga underarter finns listade i Catalogue of Life.